# Стрільці (Петуховський район)
Стрільці́ (рос. Стрельцы) — село у складі Петуховського округу Курганської області, Росія.
Населення — 532 особи (2010, 582 у 2002).
Національний склад станом на 2002 рік:
- росіяни — 89 %